# 케로로 소대
케로로 소대는 만화 케로로 중사에 등장하는 가공의 소대이다. 케로로, 타마마, 기로로, 쿠루루, 도로로로 이루어져 있으며 지구를 침략하기 위해 가장 먼저 케론별에서 파견된 소대이다.

## 케로로 소대의 소대원
케로로
케로로 소대의 대장으로 계급은 중사이다.
타마마
케로로 소대의 막내로 계급은 이등병이다.
기로로
케로로 소대의 전투병으로 계급은 하사이고 가루루의 친동생이다.
쿠루루
케로로 소대의 작전참모로 계급은 상사이다.
도로로
케로로 소대의 암살단으로 계급은 병장이며 어쌔신출신이라 전투력이 높다.

## 같이 보기
가루루 소대
다크케로로 소대